# Österrikiska statens pris för europeisk litteratur
Österrikiska statens pris för europeisk litteratur, Österreichischer Staatspreis für Europäische Literatur, också känt som Europäischer Literaturpreis, är ett litteraturpris som utdelas av den österrikiska staten sedan 1965. Prissumman är på 25 000 euro.

## Pristagare
- 1965: Zbigniew Herbert,  Polen
- 1966: W.H. Auden,  Storbritannien
- 1967: Vasko Popa,  Serbien
- 1968: Václav Havel,  Tjeckoslovakien
- 1970: Eugène Ionesco,  Rumänien
- 1971: Sławomir Mrożek,  Polen
- 1972: Peter Huchel,  Tyskland
- 1973: Harold Pinter,  Storbritannien
- 1974: Sándor Weöres,  Ungern
- 1975: Pavel Kohout,  Tjeckoslovakien
- 1976: Italo Calvino,  Italien
- 1978: Simone de Beauvoir,  Frankrike
- 1980: Sarah Kirsch,  Tyskland
- 1981: Doris Lessing,  Storbritannien
- 1982: Tadeusz Różewicz,  Polen
- 1983: Friedrich Dürrenmatt,  Schweiz
- 1984: Christa Wolf,  Tyskland
- 1986: Stanisław Lem,  Polen
- 1987: Milan Kundera,  Tjeckoslovakien
- 1988: Andrzej Szczypiorski,  Polen
- 1989: Marguerite Duras,  Frankrike
- 1990: Helmut Heissenbüttel,  Tyskland
- 1991: Péter Nádas,  Ungern
- 1992: Salman Rushdie,  Storbritannien
- 1993: Tjingiz Ajtmatov,  Ryssland
- 1994: Inger Christensen,  Danmark
- 1995: Ilse Aichinger,  Österrike
- 1996: Aleksandar Tišma,  Serbien
- 1997: Jürg Laederach,  Schweiz
- 1998: Antonio Tabucchi,  Italien
- 1999: Dubravka Ugrešić,  Kroatien
- 2000: António Lobo Antunes,  Portugal
- 2001: Umberto Eco,  Italien
- 2002: Christoph Hein,  Tyskland
- 2003: Cees Nooteboom,  Nederländerna
- 2004: Julian Barnes,  Storbritannien
- 2005: Claudio Magris,  Italien
- 2006: Jorge Semprún,  Spanien
- 2007: A. L. Kennedy,  Skottland
- 2008: Agota Kristof,  Ungern
- 2009: Per Olov Enquist,  Sverige
- 2010: Paul Nizon,  Schweiz
- 2011: Javier Marías,  Spanien
- 2012: Patrick Modiano,  Frankrike
- 2013: John Banville,  Irland
- 2014: Ljudmila Ulitskaja,  Ryssland
- 2015: Mircea Cărtărescu,  Rumänien
- 2016: Andrzej Stasiuk,  Polen
- 2017: Karl Ove Knausgård,  Norge
- 2018: Zadie Smith,  Storbritannien
- 2019: Michel Houellebecq,  Frankrike
- 2020: Drago Jančar,  Slovenien
- 2021: László Krasznahorkai,  Ungern
- 2022: Ali Smith,  Storbritannien